# Iraqi Airways
Iraqi Airways er Iraks nationale flyselskab med hovedbase i Bagdad Lufthavn. Selskabet blev grundlagt i 1945 og påbegyndte driften den 28. januar 1946.